# Двигун V14
Двигун V14 — V-подібний двигун із 14 циліндрами, встановленими на картері двигуна у двох рядах по сім циліндрів. Дуже рідкісна компоновка, яка використовується майже виключно на великих середньошвидкісних дизельних двигунах, що застосовується для виробництва електроенергії та морської тяги.

## Використання
MAN B&W пропонує компоновку V14 для своїх двигунів 32/40, 32/44CR, 48/60CR, 49/60DF і 51/60DF з потужністю від 7 000 до 18 200 кВт.  Двигуни MAN V14 встановлюються на круїзних лайнерах, таких як Explorer Dream і Norwegian Spirit, обидва з яких мають двигуни 14V48/60, що виробляють 14 700 кВт енергії кожен. Однак інші великі виробники зазвичай не пропонують середньошвидкісні двигуни в конфігурації V14.
Відносно нещодавно компанія Wärtsilä почала пропонувати версії V14 своїх останніх моделей двигунів, 31, 46F і 46DF.
У минулому двигуни V14 також пропонувалися іншими виробниками. Між 1982 і 1987 роками було побудовано дев'ятнадцять арктичних вантажних кораблів SA-15 з двома 14-циліндровими двигунами Wärtsilä-Sulzer 14ZV40/48, які виробляли по 7 700 кВт енергії кожен. Компанія SEMT Pielstick, яка нині є частиною MAN B&W, також виробляла чотиритактні двигуни з 14 циліндрами у V-подібній конфігурації (двигуни 14PC2  і 14PC4). Вони використовувалися, наприклад, на RFA, допоміжному танкері Королівського флоту.